# Neu Ulm Challenger 1989
Il Neu Ulm Challenger 1989 è stato un torneo di tennis facente parte della categoria ATP Challenger Series nell'ambito dell'ATP Challenger Series 1989. Il torneo si è giocato a Nuova Ulma in Germania dal 3 al 9 luglio 1989 su campi in terra rossa.

## Vincitori

### Singolare
Ricki Osterthun ha battuto in finale  Simone Colombo che si è ritirato sul punteggio di 5-1

### Doppio
Jaroslav Navrátil /  Christian Weis hanno battuto in finale  Simone Colombo /  Nevio Devide per walkover